# مستشفى العبدلي
مستشفى العبدلي هو مستشفى متعدد التخصصات، قوامه 200 سرير، يقع في قلب منطقة العبدلي ، عمان ، الأردن. تمّ تأسيس مستشفى العبدلي من قبل المجموعة الاستثمارية التي تقف وراء مركز كلمينصو الطبي في بيروت، وبالتعاون مع جونز هوبكنز. يقدّم مستشفى العبدلي العديد من العيادات الطبية للتعامل مع مختلف الحالات الصحية وعلاجها كما يوفّر جميع الخدمات والإمكانيات في مجال المختبرات الطبية.
افتتح مستشفى العبدلي في الأول من تموز/2019 وبدأ في تقديم خدماته للمرضى في أوائل أيلول/2019.

## العمارة والبناء
يتألف مستشفى العبدلي من 35 طابقًا تم تشييدها وتصميمها بعناية لخدمة الاعتبارات الوظيفية للمبنى في تسهيل دخول وخروج المرضى، توزيع وحركة فريق العمل، والفصل بين حركة المرضى المقيمين ومن هم في العيادات الخارجية.
يقع مستشفى العبدلي على امتداد مساحة 5500 متر مربع. تبلغ مساحته المبنية نحو 75000 متر مربع، يتميّز تصميم المبنى بالشكل التالي:
- 9 طوابق من المرافق الطبية والجراحية العامة بسعة 206 سرير[9][11][12]
- 3 طوابق تحتوي على مراكز متخصصة
- 17 طابقاً للعيادات الخارجية العامة[13][14]
- توفير 3 طوابق للشؤون الإدارية[15]
- يضم المبنى طابقين لعقد المؤتمرات والأنشطة التدريبية[14]
- موقف سيارات تحت الأرض، بإجمالي سعة 720 موقف للسيارات
- فضاء خارجي يتميز بالمساحات الخضراء

يتم تشغيل المبنى بواسطة محطة لتوليد الطاقة الكهروضوئية بقوة 8.2 MW، وهي تعد أكبر محطة لتوليد الطاقة الشمسية في العالم لتشغيل منشأة رعاية صحية وفقَا لمطوّرها.

## الاقسام والخدمات
المراكز التخصيصية:
- العمود الفقري / الجنف
- عيادة سن الأمل
- الأمراض النسائية والتوليد
- مركز العظام والمفاصل
- أمراض القلب والأوعية الدموية
- جراحة الصدر
- الأوعية الدموية
- العناية بالجهاز الهضمي
- جراحة الشرج والمستقيم
- جراحة الكلى والمسالك البولية
- مركز الثدي وصحة المرأة
- الجراحة التجميلية والأمراض الجلدية
- علم الأورام وأمراض الدم
- جراحة الأنف والأذن والحنجرة
- الجراحة العامة وجراحة السمنة
- أمراض الغدد الصماء والسكري
- أمراض وجراحة الدماغ والأعصاب
- الأمراض المعدية
- أمراض وزراعة الكلى
- أمراض الجهاز التنفسي والعناية الحثيثة
- الطب الباطني

مراكز التشخيص:
- قسم أطباء المستشفى المناوبين
- التقييم الصحي
- قسم الأشعة التشخيصية
- علم الأمراض والمختبرات الطبية
- طب الطوارئ

الخدمات المساندة:
- الصيدلية
- علم النفس السريري
- مركز التغذية
- العلاج الطبيعي وإعادة التاهيل
- علم أمراض النطق واللغة
- مركز المؤتمرات والتدريب
- الحديقة النباتية
- موقف السيارات